# Lottie Dod
Charlotte "Lottie" Dod (Bebington, 24 september 1871 – Sway, 27 juni 1960) was een tennisspeelster uit Engeland. Zij werd geboren in Bebington in het stedelijk graafschap Merseyside in Noordwest-Engeland.
Zij won de eerste van in totaal vijf Wimbledon-titels in 1887 op vijftienjarige leeftijd – daarmee was zij de jongste speler (m/v) die ooit Wimbledon heeft gewonnen. Dod droeg bij het uitoefenen van haar sport een enkellange jurk, geheel volgens de toen geldende victoriaanse normen. Een jaar later wist zij voor de tweede maal te winnen. In 1889 en in 1890 nam zij geen deel aan Wimbledon, maar in 1891, 1892 en 1893 werd zij opnieuw kampioen. In alle finales versloeg ze haar rivale Blanche Bingley.
Naast tennissen beoefende Dod hockey, golf, schaatsen en boogschieten. Met golf werd ze in 1904 kampioen bij het Brits Dames Amateur Kampioenschap. In 1908 won ze de zilveren medaille op het onderdeel boogschieten van de Olympische Spelen in Londen. Haar broer William Dod won daar een gouden medaille in het boogschieten.
In 1960 overleed Dod op 88-jarige leeftijd. In 1983 werd zij opgenomen in de prestigieuze Tennis Hall of Fame.

## Gewonnen grandslamtoernooien enkelspel
| jaar | toernooi      | tegenstandster in finale | score         |
| ---- | ------------- | ------------------------ | ------------- |
| 1887 | Wimbledon     | Blanche Bingley          | 6-2, 6-0      |
| 1888 | Wimbledon (2) | Blanche Bingley          | 6-2, 6-3      |
| 1891 | Wimbledon (3) | Blanche Bingley          | 6-2, 6-1      |
| 1892 | Wimbledon (4) | Blanche Bingley          | 6-1, 6-1      |
| 1893 | Wimbledon (5) | Blanche Bingley          | 6-8, 6-1, 6-4 |